# Mini ature
Mini ature – gatunek płaza bezogonowego z podrodziny Cophylinae w obrębie rodziny wąskopyskowatych (Microhylidae). Występuje endemicznie w ściółce nizinnych lasów w Parku Narodowym Andohahela na południowo-wschodnim Madagaskarze. Osiąga 15 mm długości.